# NAO (1987년)
나오(NAO, 1987년 12월 ~ )는 잉글랜드의 싱어송라이터이다.

## 디스코그래피

### 스튜디오 음반
- For All We Know
- Saturn
- And Then Life Was Beautiful